# William Mullan

William Joseph Mullan (Dublín, 30 de marzo de 1928 – Edimburgo, 13 de noviembre de 2018) fue un árbitro de fútbol de Escocia. Fue internacional FIFA desde 1965 hasta su retiro en 1973.

## Carrera como árbitro
En 1962, Mullan se convirtió en árbitro profesional en la Premier League. Tres años después, fue nombrado como árbitro FIFA.
En 1972, Mullan fue el seleccionado para arbitra en la semifinal de la Eurocopa, donde dirigió la semifinal entre Bélgica y la Alemania federal.
A finales de ese año, Mullan fue elegido para pitar en los Juegos Olímpicos de Múnich, en dos partidos en Múnich: Hungría- Brasil 2-2 (29 de agosto) y la Alemania Dederal - Alemania Democrática 2-3 (8 de septiembre).
En 1973, Mullan se retiró del arbitraje.

## Muerte
Mullan falleció el 13 de noviembre de 2018 en Edimburgo a los 90 años.